# Callogryllus guilielmi
Callogryllus guilielmi är en insektsart som beskrevs av Lucien Chopard 1926. Callogryllus guilielmi ingår i släktet Callogryllus och familjen syrsor. Inga underarter finns listade i Catalogue of Life.